# مونیک (بازیگر پورنوگرافی)
مونیک (انگلیسی: Monique؛ زاده ۲۰ ژانویهٔ ۱۹۷۵) بازیگر پورنوگرافی آمریکایی است.